# 窩打老角

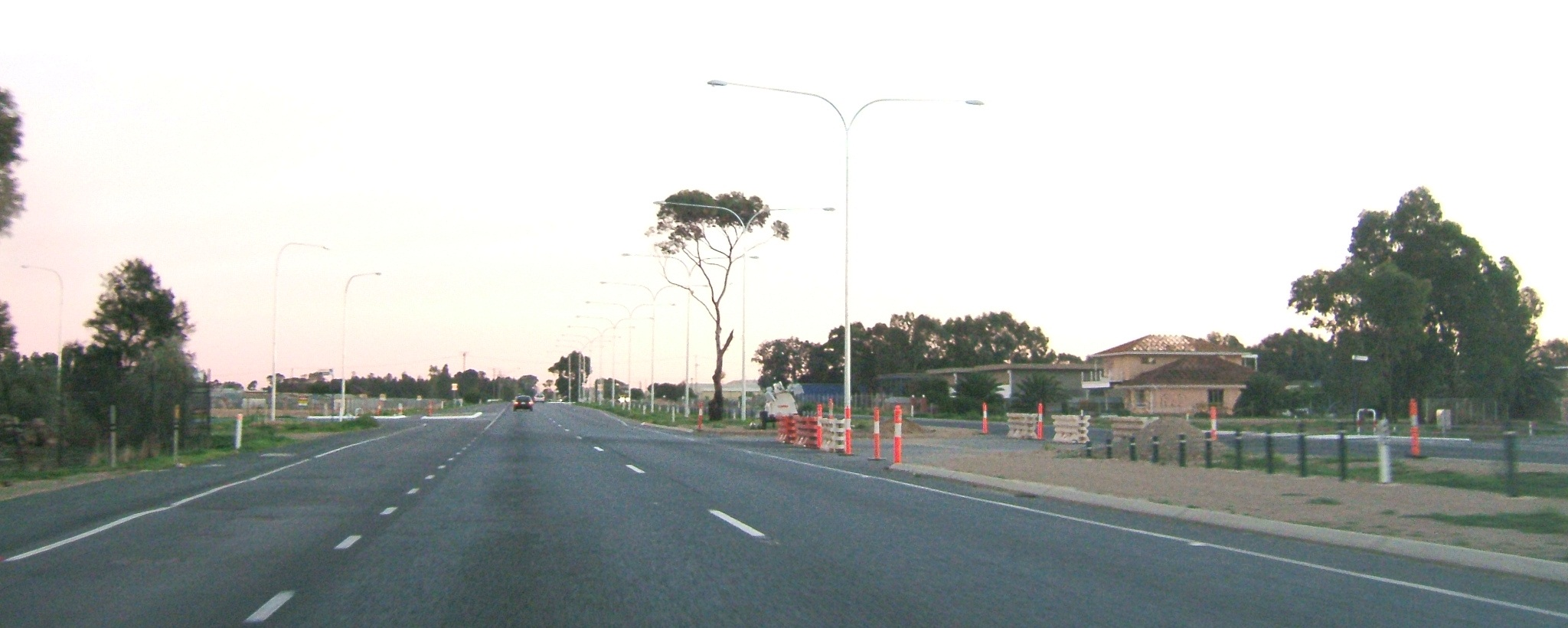
屈埠港道，窩打老角位於左邊。

窩打老角（英語：Waterloo Corner）是南澳州一個市郊區域，位於阿德萊德以北22公里。大部份土地為農業用途，包括種植小麥、橄欖、葡萄和番茄。其中穿越窩打老角的屈埠港道是大型貨櫃車主要途經道路，南北快速公路亦於此處設置出入口。
窩打老角曾設有郵政局，已於1972年停用。